# Florentino Ameghino (Buenos Aires)
Florentino Ameghino is een plaats in het Argentijnse bestuurlijke gebied Florentino Ameghino in de provincie Buenos Aires. De plaats telt 6.217 inwoners.